# Conioselinum vaginatum
Conioselinum vaginatum là một loài thực vật có hoa trong họ Hoa tán. Loài này được (Spreng.) Thell. mô tả khoa học đầu tiên năm 1926.